# Gà Robusta Lionata
Gà Robusta Lionata là một giống gà lai kiêm dụng xuất hiện gần đây có nguồn gốc ở thành phố Rovigo trong vùng Veneto của đông bắc nước Ý. Nó được lai tạo ra từ năm 1959 đến năm 1965, bằng cách lai tạo giống lai của gà Orpington với chủng thương mại được biết đến ở Ý là "gà Mỹ lông trắng". Hiện nay, số lượng giống của chúng thấp. Một nghiên cứu được công bố năm 2007 đã sử dụng một con số khoảng 700 cho tổng số lượng gà giống, trong đó khoảng 200 con gà trống.

## Lịch sử
Gà Robusta Lionata được tạo ra từ năm 1959 đến 1965 tại Stazione Sperimentale di Pollicoltura, hoặc trung tâm nhân giống gà thử nghiệm, của Rovigo, ở Veneto. Nó đã được hình thành như là một giống kiêm dụng, và bắt nguồn từ việc lai gà Orpington da bò với một chủng thương mại lớn lên ở Veneto trong thế kỷ 20, được biết đến ở Ý là "gà Mỹ lông trắng" được cho là dựa trên giống gà Barnevelder trắng đột biến, với sự đóng góp từ gà Leghorn trắng, gà Rhode Island White và gà Rock trắng, vào đầu năm 2012 nó không còn được coi là một giống.
Một tiêu chuẩn cho Robusta Lionata đã được công bố bởi Associazione Nazionale Allevatori Specie Avicole, hoặc hiệp hội các nhà lai tạo quốc gia, trong phần sau của thế kỷ 20, và được công bố vì lợi ích lịch sử trên trang web của Federazione Italiana Associazioni Avicole, liên đoàn các hiệp hội gia cầm Ý, cơ quan quản lý chăn nuôi gia cầm tại Ý. Đầu năm 2012, giống này không được FIAV công nhận chính thức. Cùng với gà Pépoi, gà Ermellinata di Rovigo, gà Robusta Maculata và gà Padovana thì gà Robusta Lionata là một trong năm giống gà được bao gồm trong CO.VA. dự án của Veneto Agricultura, chính quyền khu vực về nông nghiệp của vùng Veneto. Dự án bao gồm mục tiêu bảo tồn các giống gà bản địa phân bố hạn chế, bảo tồn nguồn gen và đa dạng sinh học, và đã công bố mô tả chi tiết về giống gà này.

## Đặc điểm
Robusta Lionata có ngoại hình giống như một con gà Orpington da bò, với sự khác biệt rằng nó có da và chân màu vàng, mà theo truyền thống được ưa thích bởi người tiêu dùng Ý về thị hiếu món thịt gà. Theo tiêu chuẩn cũ của ANSAV, Robusta Lionata là màu da bò ấm áp. Đuôi và đầu cánh có màu đen với xanh đậm. Da và chân có màu vàng, các thùy tai có màu đỏ. Chiếc mồng đơn với 5-6 điểm. Trọng lượng trung bình là 3,8–4,2 kg (8,4–9,3 lb) đối với gà trống, 2,8–3,0 kg (6,2-6,6 lb) đối với gà mái. Mô tả gần đây hơn của Veneto Agricultura cho trọng lượng lớn hơn: 4,0–4,5 kg đối với gà trống và 2,8–3,3 kg đối với gà mái. Những quả trứng có màu cá hồi và nặng 55 g hoặc hơn. Gà Robusta Lionata là giống gà kiêm dụng. Gà mái đẻ 160–170 trứng mỗi năm. Trong sản xuất thịt, gà đạt trọng lượng 1,9-2,0 kg trong bốn tháng. Giống gà Robusta Lionata lai với gà mái đẻ trứng Plymouth Rock tạo ra một giống lai thế hệ đầu tiên.